# FC Moldova-Gaz Chișinău
FC Moldova-Gaz Chișinău a fost un club de fotbal din Chișinău, Republica Moldova. Clubul a fost fondat în 1995 și s-a desființat în 2000 din cauza problemelor financiare. În cei 5 ani de existență, echipa a evoluat 3 sezoane în Divizia Națională.

## Istoric
- 1995  -  fondare ca Sindicat Chișinău
- 1996  -  redenumire în Sindicat Moldova-Gaz Chișinău
- 1997  -  redenumire în Moldova-Gaz Chișinău

## Palmares
- Divizia "A" (1): 1996-97
- Cupa Moldovei

Semifinalistă: 1998-1999, 1999-2000